# El Calvario kommun
El Calvario är en kommun i Colombia.   Den ligger i departementet Meta, i den centrala delen av landet, 50 km sydost om huvudstaden Bogotá. Antalet invånare är 2 288. Arean är 271 kvadratkilometer.
Terrängen i El Calvario är mycket bergig.